# Vítonice (Moravia meridionale)
Vítonice (in tedesco Wainitz) è un comune della Repubblica Ceca facente parte del distretto di Znojmo, in Moravia Meridionale.